# Hans Ernst Schneider
Hans Ernst Schneider (* 15. Dezember 1909 in Königsberg; † 18. Dezember 1999 in Marquartstein im Chiemgau) war ein deutscher SS-Hauptsturmführer und Literaturwissenschaftler. Nach dem Zweiten Weltkrieg nannte er sich Hans Schwerte und wurde Professor und Rektor der RWTH Aachen.

## Leben

### Hans E. Schneider (1909–1945)
Hans Ernst Schneider wurde als Sohn eines Versicherungsangestellten in Königsberg geboren. Er studierte unter anderem Literatur- und Kunstgeschichte in Königsberg, in Berlin und in Wien. Im Jahre 1932 trat er dem Nationalsozialistischen Deutschen Studentenbund bei, 1933 der SA. Schneider wurde 1935 in Königsberg über das von Josef Nadler vergebene Thema „Frühübersetzungen von Turgenjew“ promoviert. Geprüft wurde er im Fach Literatur von Paul Hankamer, in Kunstgeschichte von Wilhelm Worringer und in Philosophie von Hans Heyse. Von 1935 an leitete er eine Abteilung im Nationalsozialistischen Reichsbund für Leibesübungen.
Im April 1937 wechselte er von der SA zur SS; wenige Tage später trat er der NSDAP bei (Mitgliedsnummer 4.923.958). Er stieg bis zum SS-Hauptsturmführer (Hauptmann) auf und wurde „Abteilungsleiter im persönlichen Stab des Reichsführers SS“ Heinrich Himmler, für den er insbesondere im „Amt Ahnenerbe“ arbeitete.
Von 1940 bis 1942 war er in den besetzten Niederlanden tätig, wo er völkische Propagandaschriften herausgab sowie für Kontakte und für die Beschlagnahme von Laboratoriumseinrichtungen zur Durchführung von Menschenversuchen im KZ Dachau zuständig war. Eine direkte Beteiligung an solchen Verbrechen konnte ihm später nicht nachgewiesen werden. Schneider wirkte auch auf die Arbeit der Deutschen Wissenschaftlichen Institute in Brüssel und Kopenhagen ein. Seit 1942 fungierte er dann als Leiter des „Germanischen Wissenschaftseinsatzes“ des SS-Ahnenerbes mit der Aufgabe, in den besetzten Gebieten die Gemeinsamkeit der germanischen Völker zu erforschen.
Schneider nahm an den vom Propagandaministerium organisierten Europäischen Dichtertreffen in Weimar 1941 und 1942 teil und freundete sich dabei u. a. mit dem niederländischen Schriftsteller Jan Eekhout an.

### Hans Schwerte (1945–1999)
Nachdem er 1946 sein Kind und seine Frau wiedergefunden hatte, ließ ihn seine Frau für tot erklären. Sie behauptete, er sei in den letzten Kriegstagen in der Schlacht um Berlin gefallen. Ein Jahr später heiratete sie ihn unter dem Namen Hans Schwerte, angeblich ein weit entfernter Verwandter ihres toten Mannes.
Hans Schwerte behauptete, am 3. Oktober 1910 in Hildesheim geboren und in Königsberg zur Schule gegangen zu sein; später habe er dort und in Berlin und Wien studiert. Er begann in Hamburg und Erlangen zum zweiten Mal zu studieren und wurde 1948 in Erlangen mit einer Arbeit über den Zeitbegriff bei Rilke ein zweites Mal promoviert. Als Assistent an der Universität Erlangen publizierte er erste Schriften. Schwerte gab 1954 und in den darauffolgenden Jahren zusammen mit ehemaligen Kollegen aus dem Sicherheitsdienst des Reichsführers SS, zum Beispiel Wilhelm Spengler, eine vierbändige Buchreihe Gestalter unserer Zeit mit den beiden ersten Teilbänden Denker und Deuter im heutigen Europa im rechten Oldenburger Verlag Gerhard Stalling heraus, wo der ehemalige SS-Obersturmbannführer Hans Rößner als Lektor tätig war. Es gelang ihnen den Chirurgen Rudolf Nissen, der 1933 infolge des Gesetzes zur Wiederherstellung des Berufsbeamtentums emigrierte, zur Mitarbeit an Band 4 dieser Reihe für ein Kapitel über Ferdinand Sauerbruch zu gewinnen. Band 1 wurde von Arnold Bergstraesser eingeleitet, der 1937 auf Grund desselben Gesetzes wegen jüdischer Vorfahren entlassen worden war und daraufhin in die USA emigrierte. 
1958 habilitierte Schwerte sich im Fach Neuere Deutsche Literatur mit der Schrift Faust und das Faustische – Ein Kapitel deutscher Ideologie, die 1962 im Klett Verlag erschien. 1964 wurde er in Erlangen außerordentlicher Professor und Leiter der Theaterwissenschaftlichen Abteilung des deutschen Seminars und 1965 Professor für Neuere Deutsche Literatur an der RWTH Aachen.
1965 nahm Schwerte auch an den Nürnberger Gesprächen teil, seinerzeit eine bedeutende Institution des Geisteslebens und von prominenten NS-Verfolgten wie Jean Améry, Fritz Stern oder Fritz Bauer besucht. Dies trug zu Schwertes linksliberalem Image bei.
Von 1970 bis 1973 war Schwerte Rektor in Aachen. Von 1976 bis 1981 war er Beauftragter für die Pflege und Förderung der Beziehungen zwischen den Hochschulen des Landes Nordrhein-Westfalen und des Königreichs der Niederlande und des Königreichs Belgien. Dabei war er teilweise für dieselben niederländischen Universitäten zuständig wie von 1940 bis 1942 als SS-Mann.
1978 wurde Schwerte emeritiert und 1983 für seine Verdienste um die akademischen Beziehungen zu den Nachbarländern mit dem Bundesverdienstkreuz 1. Klasse ausgezeichnet. Schwertes Nachfolger als Professor für Neuere Deutsche Literaturgeschichte wurde Theo Buck. 1978 wurde er zum Honorarprofessor an der Universität Salzburg ernannt und stand dort über Jahre hinweg Lehrveranstaltungen vor.

### Enttarnung (1992–1999)
Im Zusammenhang mit einer Dissertation über die einst von dem SS-Mann Schneider herausgegebene Zeitschrift Weltliteratur gelangte Earl Jeffrey Richards, der 1983 einen Lehrauftrag an der RWTH wahrgenommen hatte, 1992 an Fotos von Hans E. Schneider, auf denen er Hans Schwerte wiederzuerkennen meinte. Seine Meldungen an Kollegen, Hochschulleitung und Wissenschaftsministerium wurden jedoch nicht verfolgt. Verstärkte Gerüchte um die NS-Vergangenheit des Ex-Rektors veranlassten 1994 Studenten zu eigenen Recherchen, bei denen sie auf die großen biografischen Übereinstimmungen von Schneider und Schwerte stießen. Das Standesamt Hildesheim bestätigte ihnen aufgrund vollständiger Aktenlage, dass dort zwischen 1909 und 1911 kein Hans Schwerte geboren sei. Bevor diese Recherchen abgeschlossen waren, bereiteten niederländische Fernsehjournalisten Berichte über die wahre Identität Schwertes vor. Diesen kam Schwerte auf Druck der Hochschulleitung Ende April 1995 durch Selbstanzeige knapp zuvor.
Die Professorenpension wurde ihm aberkannt, die Entziehung des zweiten, unter falschem Namen erlangten Doktorgrades verlief hingegen erfolglos. Daher ermöglichte ihm die Enttarnung nun erstmals, beide Doktortitel zu führen.
Aufgrund von Vorwürfen, Schneider sei als NS-Funktionär an der Organisation illegaler medizinischer Experimente im KZ Dachau beteiligt gewesen, leitete die Staatsanwaltschaft 1995 ein Verfahren wegen Beihilfe zum Mord ein. „Möglich, daß da was war“, räumte der Beschuldigte ein, berief sich aber auf den Befehlsnotstand: „Dann war das ein Auftrag. Den habe ich sachlich gesehen.“ Das Verfahren wurde folgenlos eingestellt.
Der 86-jährige Schwerte kommentierte seinen gefälschten Lebenslauf mit den Worten:

„Ich habe mich doch selbst entnazifiziert.“

Schneider starb am 18. Dezember 1999 in einem Altenheim in Bayern.

## Opernlibretto über den Fall Schneider/Schwerte
- Der tausendjährige Posten oder Der Germanist. Oper in drei Akten. Musik Franz Schubert. Libretto Irene Dische und Elfriede Jelinek nach Der vierjährige Posten (D 190), Singspiel in einem Aufzug von Theodor Körner, und Die Zwillingsbrüder (D 647), Singspiel in einem Aufzug von Georg von Hofmann nach einer nicht erhaltenen französischen Vorlage. Uraufführung am 10. März 2012 im Theater Heidelberg. Regie: Andrea Schwalbach; Dramaturgie: Heribert Germeshausen. (Dabei ist die Hauptfigur ein Prof. Dr. Hans Schall, einstmals SS-Hauptsturmführer Schaal, gesungen vom Tenor Winfried Mikus.)[11]